# Real Madryt w sezonie 1903/1904

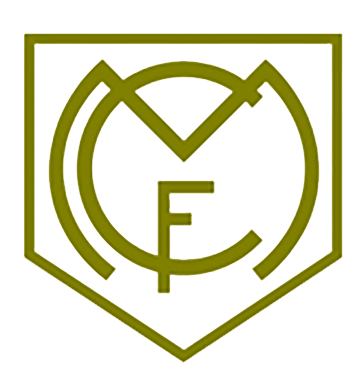
Madrid-Moderno FC

Sezon 1903/04 był 2. sezonem w historii Realu Madryt, wówczas Madrid-Moderno FC.

## Skład
W klubie grali m.in.: Arthur Johnson, José Giralt, Adolfo Meléndez, Pedro Parages.

## Mecze
zwycięstwo Realu Madryt
     remis
     zwycięstwo drużyny przeciwnej
| Copa del Rey 1/4 F 19 marca 1904 | Madrid-Moderno | 5:5 | Club Español |                  |
|                                  |                |     |              | Hipodrom, Madryt |

| 20 marca 1904 | Madrid-Moderno                                   |  | Club Español |                  |
|               | Piłkarze Madrid-Moderno nie stawili się na mecz. |  |              | Hipodrom, Madryt |

| Turniej San Lorenzo | Madrid-Moderno | 8:0 | Moncloa FC |                                      |
|                     |                |     |            | La Lonja, San Lorenzo de El Escorial |